# ViaRhenana
Als ViaRhenana wird die Wanderland-Route 60 (eine von 65 regionalen Routen) im Norden der Schweiz bezeichnet. Sie beginnt in Kreuzlingen, führt entlang des Hochrheins durch die Kantone Thurgau, Schaffhausen, Zürich, Aargau, Basel-Landschaft und Basel-Stadt bis zur Schifflände nahe der Mittleren Rheinbrücke von Basel.
Die Route besteht aus zehn Etappen und ist insgesamt 190 Kilometer lang. Dabei werden 3100 Höhenmeter im Auf- und 3200 im Abstieg überwunden; der Schwierigkeitsgrad wird mit leicht bezeichnet.

## Etappen
1. Kreuzlingen – Steckborn: 19 Kilometer, Aufstieg 340 Höhenmeter, Abstieg 340 Hm, Gehzeit 4 3⁄4 Std.
2. Steckborn – Stein am Rhein: 16 Kilometer, Aufstieg 540 Hm, Abstieg 540 Hm, Gehzeit 4 1⁄2 Std.
3. Stein am Rhein – Schaffhausen: 22 Kilometer, Aufstieg 240 Hm, Abstieg 240 Hm, Gehzeit 5 1⁄2 Std.
4. Schaffhausen – Rheinau: 14 Kilometer, Aufstieg 320 Hm, Abstieg 340 Hm, Gehzeit 3 3⁄4 Std.
5. Rheinau – Eglisau: 20 Kilometer, Aufstieg 360 Hm, Abstieg 340 Hm, Gehzeit 5 1⁄4 Std.
6. Eglisau – Bad Zurzach: 21 Kilometer, Aufstieg 360 Hm, Abstieg 440 Hm, Gehzeit 5 1⁄4 Std.
7. Bad Zurzach – Laufenburg: 31 Kilometer, Aufstieg 380 Hm, Abstieg 400 Hm, Gehzeit 7 3⁄4 Std.
8. Laufenburg – Bad Säckingen: 11 Kilometer, Aufstieg 80 Hm, Abstieg 110 Hm, Gehzeit 2 1⁄2 Std.
9. Bad Säckingen – Rheinfelden: 19 Kilometer, Aufstieg 200 Hm, Abstieg 300 Hm, Gehzeit 4 3⁄4 Std.
10. Rheinfelden – Basel: 19 Kilometer, Aufstieg 260 Hm, Abstieg 280 Hm, Gehzeit 4 3⁄4 Std.

Der Weg verläuft im Wesentlichen linksrheinisch, nur auf der dritten und vierten Etappe (bei Schaffhausen und Neuhausen) in der Nähe des Rheinfalls geht es auch auf die andere Seite. Auf der siebten Etappe passiert man Koblenz, wo man die zufließende Aare überquert (bis November 2022 Umleitung über Straßenbrücke). Die achte Etappe führt nicht wirklich (wie angegeben) nach Bad Säckingen, welches rechtsrheinisch und in Baden-Württemberg liegt. Der Schweizer Uferort heißt Stein, von wo man über die alte Holzbrücke direkt ins Zentrum von Säckingen gelangt (vgl. Bild).

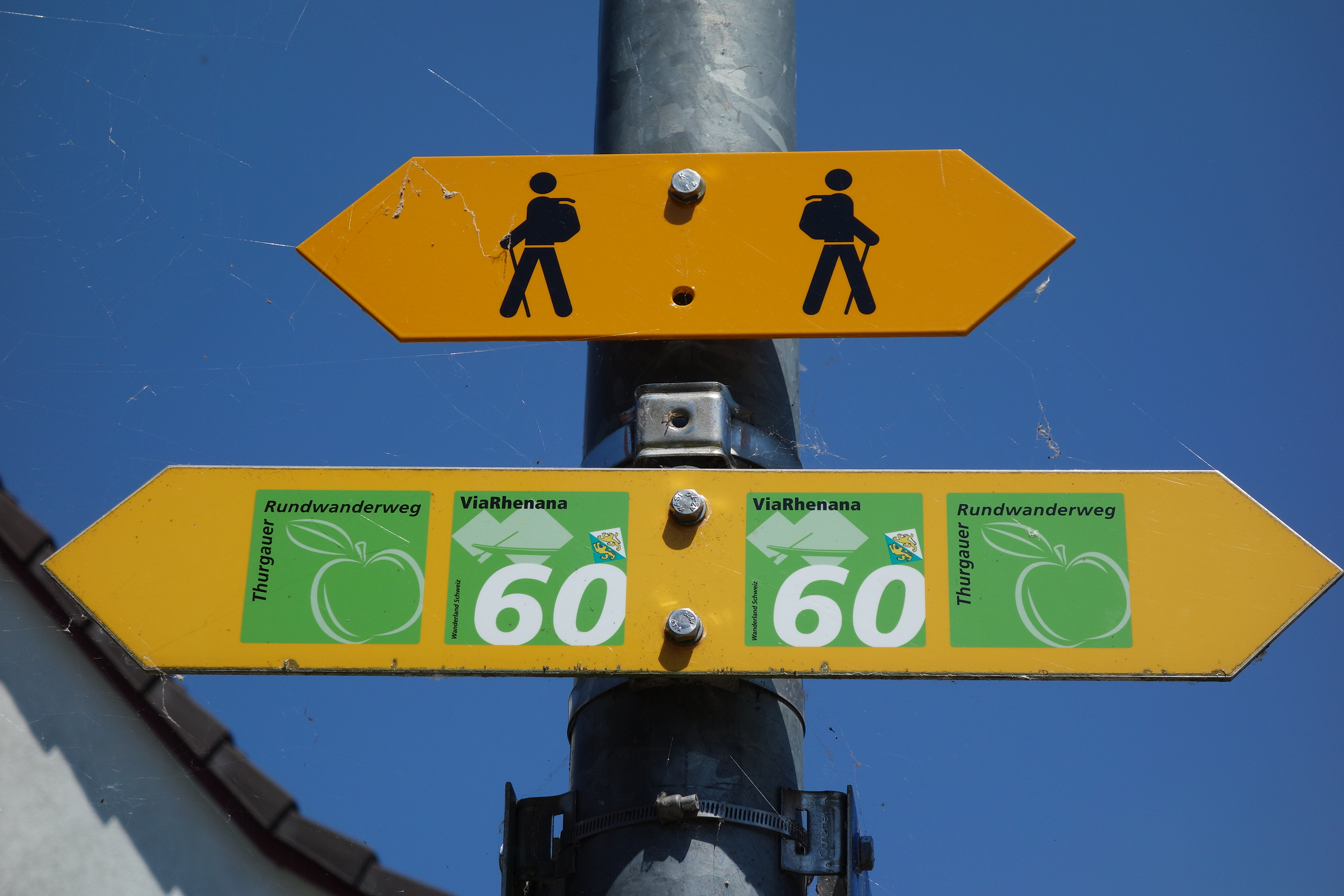
ViaRhenana in Eschenz (Etappe 2)
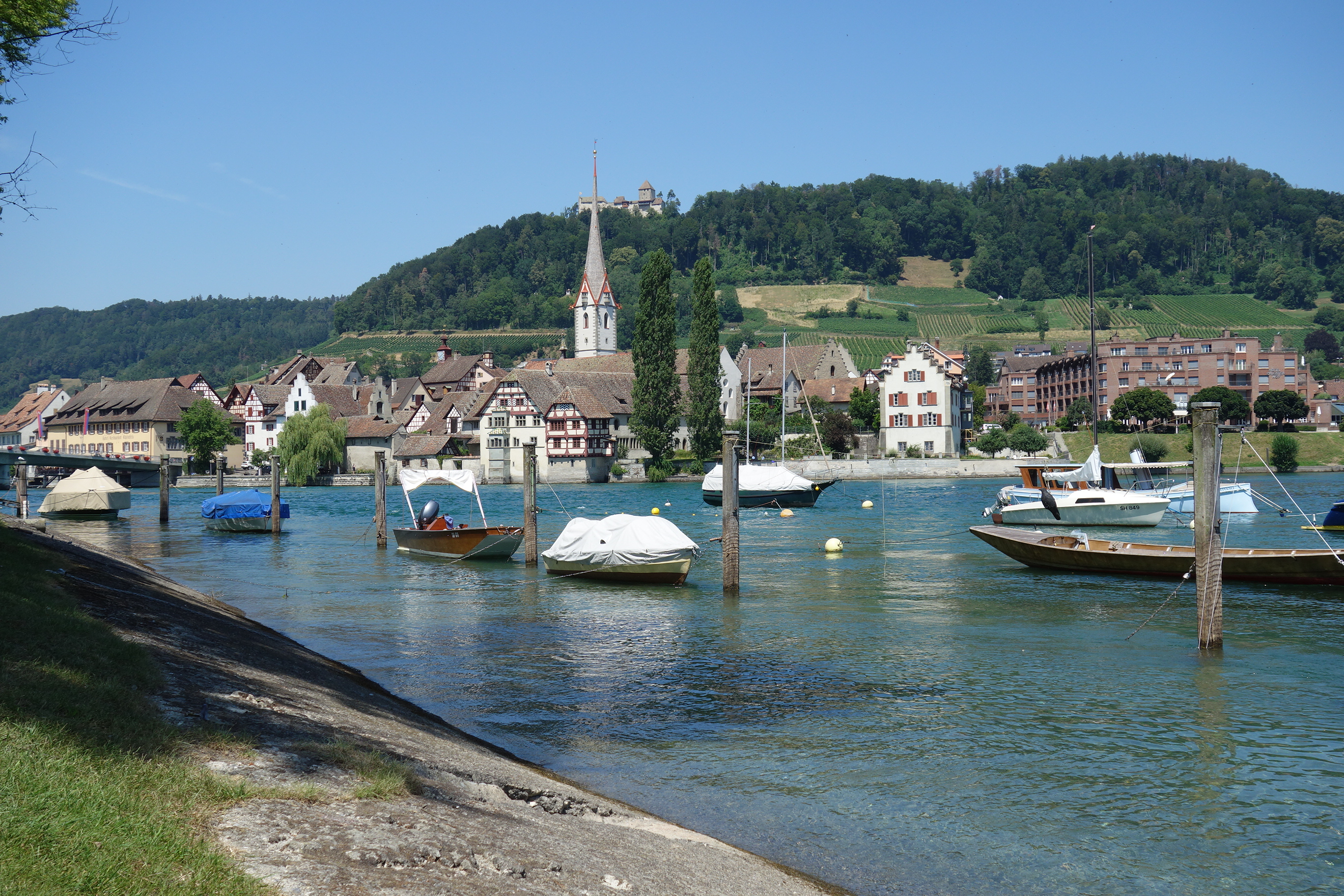
Stein am Rhein mit Burg Hohenklingen
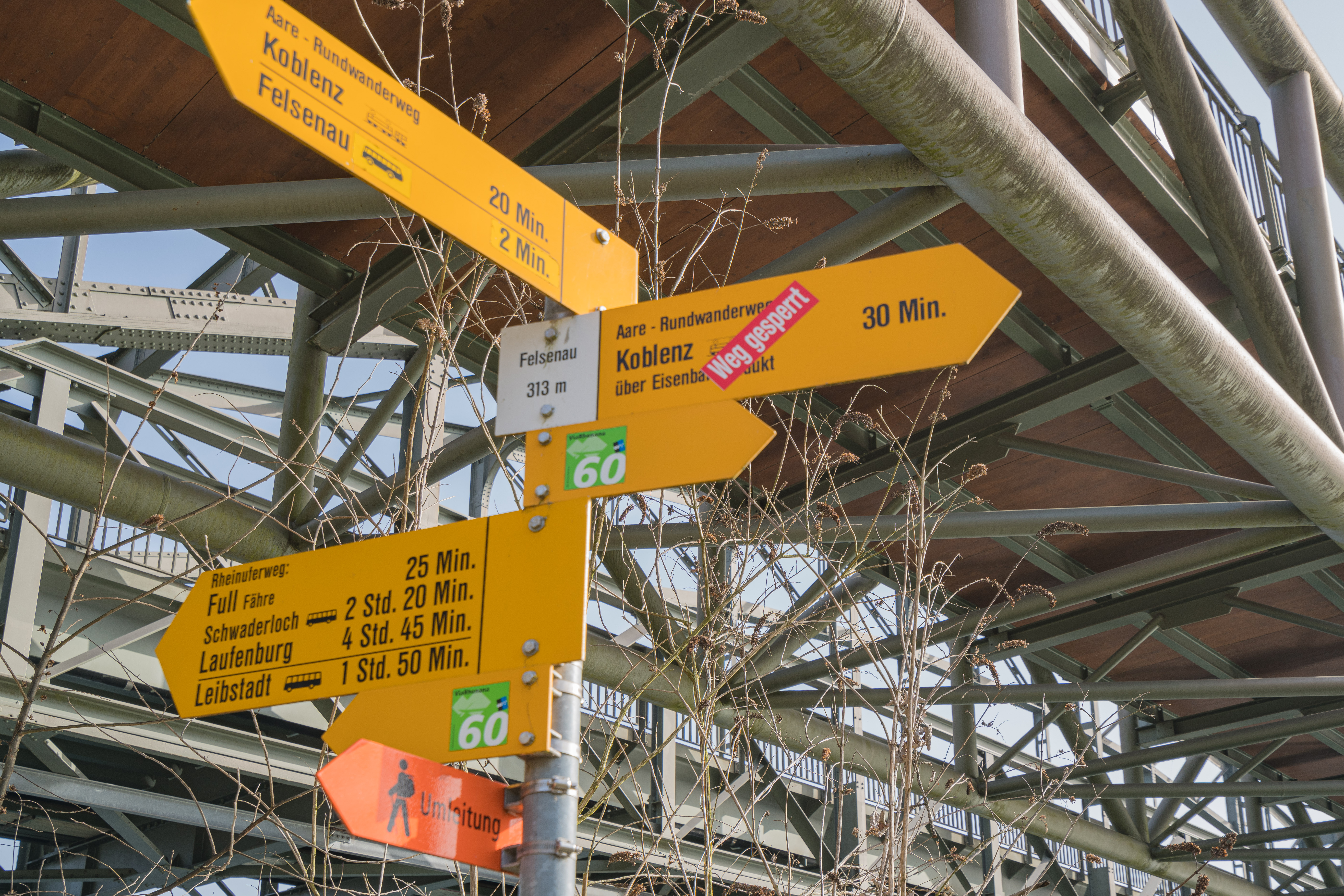
Aarebrücke Felsenau (Etappe 7)
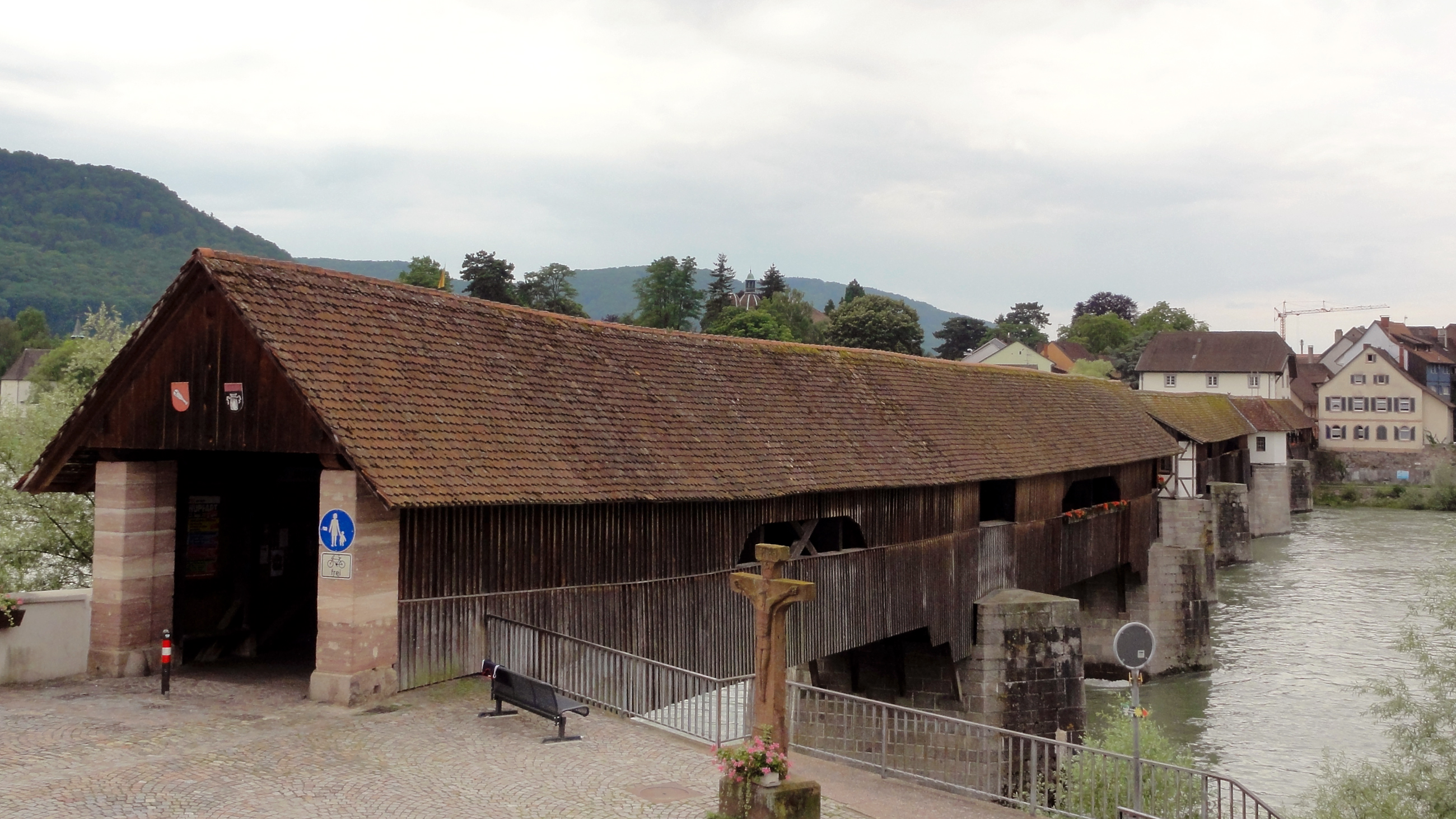
Holzbrücke Stein > Bad Säckingen (Etappe 8)
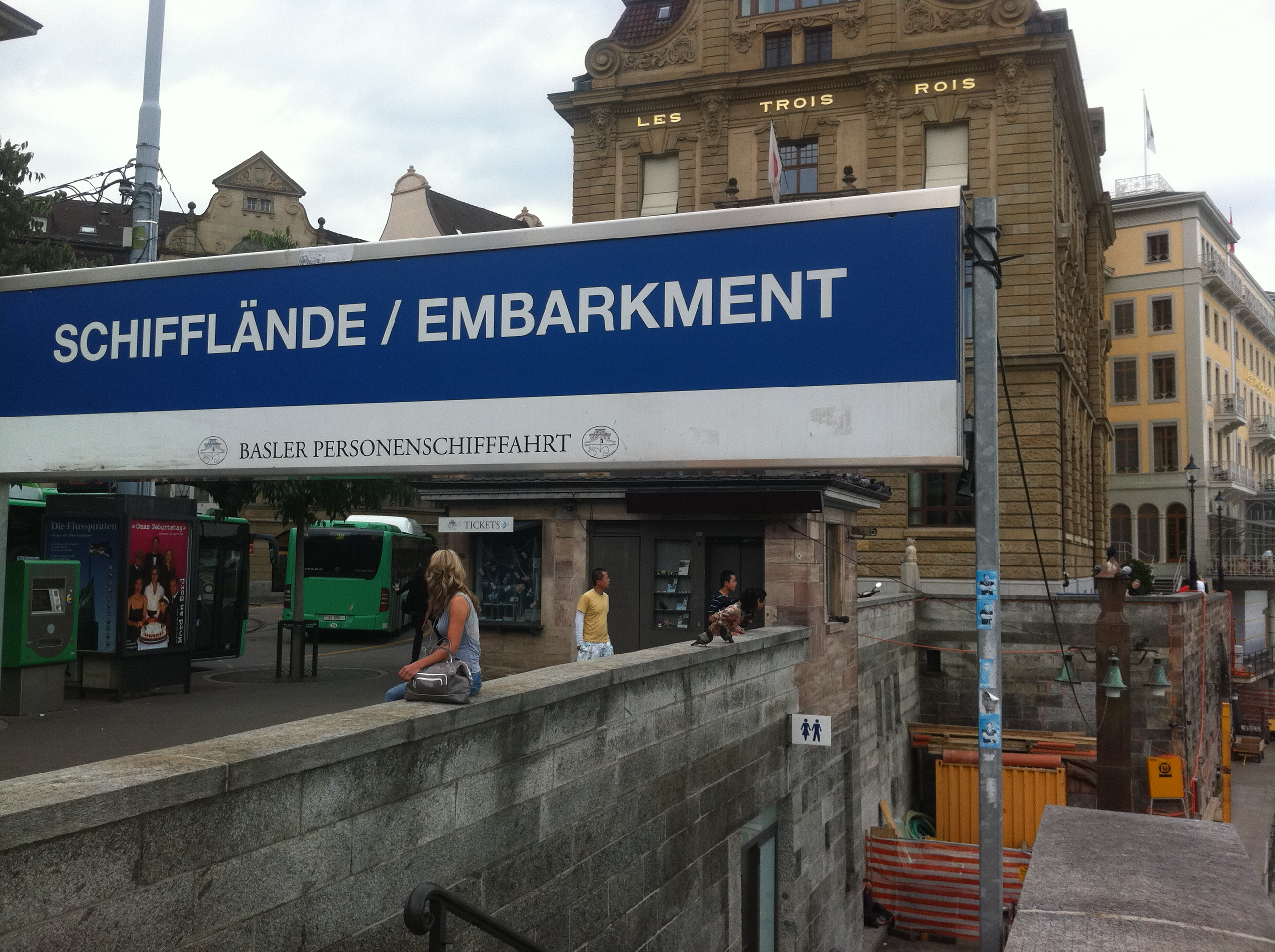
Ziel in Basel

## Nachweis
1. ↑  Alle regionalen Routen bei «SchweizMobil».